# 2022년 KBO 리그 신인 드래프트
2022년 KBO 리그 신인 선수 지명 회의는 2021년에 진행된 신인 지명 회의이다.

## 지명 방식
2007년 지명부터 2016년 지명까지 실시되었던 홀수 라운드는 전년도 순위의 역순, 짝수 라운드는 전년도 순위대로 지명하는 방식, 소위 ㄹ자 지명방식이 폐지되면서, 2017년 신인드래프트부터 홀수, 짝수 라운드 상관없이 모든 라운드에서 전년도 순위의 역순으로 선수를 지명하는 소위 Z자 지명방식이 사용된다.
또한 1차지명에서 동일 학교내에서의 1차지명이 금지된다. 다만 전국권에서 지명하는 드래프트일 경우에는 제외한다. 작년 시즌 10-9-8위의 경우에는 연고지내에서 지명할만한 선수가 없으면 전국의 학교에서 지명할 수 있다. 
1차지명을 실시하는 마지막해이다. 다음해 신인드래프트부터는 전면드래프트로 변경된다.
2차 지명 순서
- 모든 라운드 : 한화 → SSG → 삼성 → 롯데 → KIA → 키움 → LG → kt → 두산 → NC

## 지명결과

### 1차 지명
- 10개 구단의 1차지명을 8월 23일에 실시하였다.
- 지난 시즌 8~10위인 삼성 라이온즈, SSG 랜더스, 한화 이글스는 해당 일자에 연고 지역 선수를 지명하거나 8월 30일까지 전년도 성적의 역순으로 연고지 바깥의 타 지역 유망주를 지명할 수 있다.
- 서울 공동 연고권을 가지고 있는 서울 3개 팀은 두산 - LG - 키움의 순서로 지명하였다.

| 구단          | 출신교             | 포지션 | 성명   | 계약금        |
| ------------- | ------------------ | ------ | ------ | ------------- |
| NC 다이노스   | 마산용마고등학교   | 포수   | 박성재 | 8,000만원     |
| 두산 베어스   | 서울고등학교       | 투수   | 이병헌 | 2억 7,000만원 |
| kt 위즈       | 유신고등학교       | 투수   | 박영현 | 3억원         |
| LG 트윈스     | 선린인터넷고등학교 | 투수   | 조원태 | 2억 5,000만원 |
| 키움 히어로즈 | 성균관대학교       | 투수   | 주승우 | 1억 8,000만원 |
| KIA 타이거즈  | 광주동성고등학교   | 내야수 | 김도영 | 4억원         |
| 롯데 자이언츠 | 개성고등학교       | 투수   | 이민석 | 2억원         |
| 삼성 라이온즈 | 서울고등학교       | 내야수 | 이재현 | 2억 2,000만원 |
| SSG 랜더스    | 인천고등학교       | 투수   | 윤태현 | 2억 5,000만원 |
| 한화 이글스   | 광주진흥고등학교   | 투수   | 문동주 | 5억원         |

### 2차 지명
- 9월 13일 월요일에 진행했다.

| 라운드 | 한화                                              | SSG                                           | 삼성                                          | 롯데                                          | KIA                                       | 키움                                        | LG                                        | kt                                        | 두산                                        | NC                                        |
| ------ | ------------------------------------------------- | --------------------------------------------- | --------------------------------------------- | --------------------------------------------- | ----------------------------------------- | ------------------------------------------- | ----------------------------------------- | ----------------------------------------- | ------------------------------------------- | ----------------------------------------- |
| 1      | 박준영 (세광고,투수) (계약금:2억원)               | 신헌민 (광주동성고,투수) (계약금:1억 8천만원) | 김영웅 (물금고,내야수) (계약금:1억 7천만원)   | 조세진 (서울고,외야수) (계약금:1억 3천만원)   | 최지민 (강릉고,투수) (계약금:1억 5천만원) | 박찬혁 (북일고,외야수) (계약금:1억 3천만원) | 김주완 (경남고,투수) (계약금:1억 3천만원) | 이상우 (유신고,투수) (계약금:1억 6천만원) | 김동준 (군산상고,투수) (계약금:1억 3천만원) | 이준혁 (율곡고,투수) (계약금:1억 2천만원) |
| 2      | 허인서 (효천고,포수) (계약금:1억 1천만원)         | 김도현 (백송고,투수) (계약금:1억원)           | 김재혁 (동아대,외야수) (계약금:1억 1천만원)   | 진승현 (경북고,투수) (계약금:1억 2천만원)     | 윤도현 (광주제일고,내야수) (계약금:1억원) | 송정인 (야탑고,투수) (계약금:1억원)         | 최용하 (서울디자인고,투수) (계약금:1억원) | 한지웅 (인천고,투수) (계약금:1억원)       | 이원재 (경남고,투수) (계약금:1억원)         | 박동수 (고려대,투수) (계약금:1억원)       |
| 3      | 유민 (배명고,외야수) (계약금:9천만원)             | 박상후 (경북고,투수) (계약금:8천만원)         | 차동영 (강릉고,포수) (계약금:8천만원)         | 윤동희 (야탑고,내야수) (계약금:8천만원)       | 강병우 (배명고,투수) (계약금:8천만원)     | 백진수 (광주제일고,투수) (계약금:7천만원)   | 이주헌 (성남고,포수) (계약금:7천만원)     | 김세민 (강릉고,내야수) (계약금:8천만원)   | 신민철 (휘문고,내야수) (계약금:8천만원)     | 김녹원 (광주제일고,투수) (계약금:8천만원) |
| 4      | 양경모 (북일고,투수) (계약금:7천만원)             | 노운현 (경남고,투수) (계약금:6천만원)         | 신정환 (상우고,투수) (계약금:7천만원)         | 조효원 (원광대,내야수) (계약금:8천만원)       | 김찬민 (전주고,투수) (계약금:7천만원)     | 윤석원 (부산고,투수) (계약금:6천만원)       | 이지훈 (야탑고,투수) (계약금:7천만원)     | 안현민 (마산고,포수) (계약금:7천만원)     | 전희범 (인상고,외야수)                      | 이한 (유신고,내야수) (계약금:7천만원)     |
| 5      | 권광민 (스코어본 하이에나들,외야수) (계약금:없음) | 이기순 (동산고,투수) (계약금:6천만원)         | 김서준 (경기항공고,투수) (계약금:6천만원)     | 하혜성 (덕수고,투수) (계약금:6천만원)         | 이성주 (경기고,포수) (계약금:6천만원)     | 주승빈 (서울고,투수) (계약금:5천만원)       | 허준혁 (한일장신대,투수) (계약금:6천만원) | 우종휘 (휘문고,투수) (계약금:6천만원)     | 윤태호 (인천고,투수)                        | 임지민 (강원고,투수) (계약금:6천만원)     |
| 6      | 김겸재 (단국대,투수) (계약금:5천만원)             | 강매성 (공주고,투수) (계약금:5천만원)         | 조민성 (휘문고,내야수) (계약금:5천만원)       | 한태양 (덕수고,내야수) (계약금:5천만원)       | 백도렬 (연세대,외야수) (계약금:5천만원)   | 이명종 (세광고,투수) (계약금:5천만원)       | 최원영 (부산고,외야수) (계약금:5천만원)   | 최동희 (장충고,외야수) (계약금:5천만원)   | 정유석 (마산용마고,투수)                    | 이주형 (충암고,투수) (계약금:5천만원)     |
| 7      | 이성민 (부경고,투수) (계약금:4천만원)             | 김태윤 (배명고,내야수) (계약금:4천만원)       | 강도훈 (상원고,외야수) (계약금:5천만원)       | 김동혁 (강릉영동대,외야수) (계약금:3천만원)   | 황동하 (인상고,투수) (계약금:4천만원)     | 김리안 (휘문고,포수) (계약금:4천만원)       | 김성우 (배재고,포수) (계약금:5천만원)     | 정정우 (마산용마고,투수) (계약금:4천만원) | 강동형 (경성대,외야수)                      | 이현우 (배명고,투수) (계약금:4천만원)     |
| 8      | 이재민 (호원대,투수) (계약금:4천만원)             | 임성준 (강릉영동대,투수) (계약금:4천만원)     | 김상민 (부산고,외야수) (계약금:4천만원)       | 엄장윤 (부경고,포수) (계약금:2천만원)         | 한승연 (전주고,외야수) (계약금:3천만원)   | 이세호 (동아대,내야수) (계약금:2천만원)     | 문정빈 (서울고,내야수) (계약금:4천만원)   | 권성준 (경북고,투수) (계약금:4천만원)     | 임준형 (야탑고,투수)                        | 오승택 (동아대,외야수) (계약금:4천만원)   |
| 9      | 신현수 (설악고,투수) (계약금:3천만원)             | 전영준 (대구고,투수) (계약금:3천만원)         | 장재혁 (경북고,투수) (계약금:3천만원)         | 김서진 (빠따형야구단,내야수) (계약금:2천만원) | 신명승 (진흥고,포수) (계약금:3천만원)     | 박정훈 (개성고,포수) (계약금:2천만원)       | 양진혁 (성남고,투수) (계약금:3천만원)     | 김병준 (유신고,외야수) (계약금:3천만원)   | 김시완 (경동고,외야수)                      | 조민석 (원광대,투수) (계약금:3천만원)     |
| 10     | 노석진 (세광고,내야수) (계약금:3천만원)           | 최유빈 (장충고,내야수) (계약금:3천만원)       | 윤정훈 (서울컨벤션고,내야수) (계약금:3천만원) | 김용완 (안산공고,내야수) (계약금:2천만원)     | 손진규 (송원대,투수) (계약금:3천만원)     | 김민수 (연세대,내야수) (계약금:2천만원)     | 엄태경 (휘문고,내야수) (계약금:3천만원)   | 송현제 (고려대,투수) (계약금:3천만원)     | 강산 (서울컨벤션교,포수)                    | 서준교 (김해고,내야수) (계약금:3천만원)   |

- 'Z'자 방식으로 지명 순서를 정함.

## 에피소드
- kt 위즈의 3라운드 지명권은 신본기, 박시영 <-> 최건, 3라운드 지명권 트레이드로 롯데 자이언츠의 지명권이 되었다.
- SSG 랜더스의 4라운드 지명권은 김상수 <-> 현금 4억원, 4라운드 지명권 트레이드로 키움 히어로즈의 지명권이 되었다.
- 롯데 자이언츠의 4라운드 지명권은 강윤구 <-> 4라운드 지명권 트레이드로 NC 다이노스의 지명권이 되었다.
- SSG 랜더스는 팀명이 변경되고 나서 첫 신인드래프트이다. 그리고 SSG 랜더스로 바뀌고나서 첫 1차지명이자 마지막 해이다.
- 사상 처음으로 신인드래프트 참가신청서를 낸 선수들에 한하여 실시한다.
- kt 위즈의 1차지명을 받은 박영현은 한화 이글스 내야수 박정현의 동생이다. 그리고 롯데 자이언츠 투수 박명현의 사촌동생이다.
- 키움 히어로즈의 5라운드 지명을 받은 주승빈은 같은해 드래프트에서 같은팀의 1차지명은 받은 주승우의 동생으로, 사상 최초로 형제가 같은 해 드래프트에서 같은 팀에 지명되었다.
- 롯데 자이언츠의 2라운드 지명을 받은 진승현은 삼성 라이온즈의 전 포수이자 현재 KIA 타이거즈의 코치인 진갑용의 아들이다. 또한 3라운드 지명을 받은 김세민은 롯데에서 프로생활을 하고 현재는 강릉영동대학교의 감독인 김철기의 아들로, 아버지가 뛰었던 팀에서 뛰게 되었다.
- 롯데 자이언츠의 5라운드 지명을 받은 하혜성은 배구 레전드이자 전 감독인 하종화의 아들이며, 첫째누나 하정민도 배구선수로 활동했었으며, 둘째누나 하혜진은 광주 AI 페퍼스 소속의 배구선수이다. 쌍둥이 여동생도 배구선수로 활동하였다.
- 두산 베어스의 5라운드 지명을 받은 윤태호는 SSG 랜더스의 1차지명을 받은 윤태호의 쌍둥이 동생이다.
- 키움 히어로즈의 7라운드 지명을 받은 김리안은 KBO리그 심판인 김성철의 아들이다.
- LG 트윈스의 8라운드 지명은 받은 문정빈은 KBO리그 심판인 문승훈의 아들이다. 또한 전 야구선수문선재, 문진제의 사촌동생이다.
- NC 다이노스의 6라운드 지명을 받은 이주형은 LG 트윈스 내야수 이주형, 키움 히어로즈 외야수 이주형과 동명이인으로 3년연속으로 이주형이라는 이름을 가진 선수가 지명되었다.
- 롯데 자이언츠의 9라운드 지명을 받은 김서진은 KBO 리그 사상 최초의 검정고시 출신 선수이다.
- 서울고등학교와 배명고등학교가 6명으로 가장많은 지명을 받았으며, 휘문고등학교가 5명으로 그 뒤를 이었다.
- kt 위즈는 1차지명 박영현을 포함하여 유신고등학교에서만 3명을 지명하였다.
- 성남고등학교는 2명의 지명자를 배출하였는데 모두 LG 트윈스의 지명을 받았다.
- 전주고등학교는 2명의 지명자를 배출하였는데 모두 KIA 타이거즈의 지명을 받았다.
- 강원고등학교, 물금고등학교, 상우고등학교, 서울컨벤션고등학교는 창단 첫 프로지명자를 배출하였다.
- 지난 2021년 신인 드래프트에서의 학교 폭력 전력자 지명 논란의 재발을 방지하기 위하여, 사상 처음으로 고등학교 생활기록부 제출 의무 등 학교 폭력 이력 조회 규정이 신설되었다.

## 출신 학교 별 정리
기아타이거즈 
Usjs

### 인천
- 인천고등학교 - 윤태현(SSG, 1차지명), 한지웅(KT, 2라운드), 윤태호(두산, 5라운드)
- 동산고등학교 - 이기순(SSG, 5라운드)
- 제물포고등학교 - 김동혁(강릉영동대-롯데, 7라운드)

### 경기
- 유신고등학교 - 박영현(KT, 1차지명), 이상우(KT, 1라운드), 이한(NC, 4라운드), 김병준(KT, 9라운드)
- 율곡고등학교 - 이준혁(NC, 1라운드)
- 백송고등학교 - 김도현(SSG, 2라운드)
- 야탑고등학교 - 송정인(키움, 2라운드), 윤동희(롯데, 3라운드), 이지훈(LG, 4라운드), 임준형(두산, 8라운드)
- 상우고등학교 - 신정환(삼성, 4라운드), 이재민(호원대-한화, 8라운드)
- 경기항공고등학교 - 김서준(삼성, 5라운드)
- 부천고등학교 - 조민석(원광대-NC, 9라운드)
- 안산공업고등학교 - 김용완(롯데, 10라운드)
- 장안고등학교 - 손진규(송원대-KIA, 10라운드)

### 충청
- 세광고등학교 - 박준영(한화, 1라운드), 이명종(키움, 6라운드), 노석진(한화, 10라운드)
- 북일고등학교 - 박찬혁(키움, 1라운드), 양경모(한화, 4라운드)
- 공주고등학교 - 조효원(원광대-NC, 4라운드), 강매성(SSG, 6라운드)

### 강원
- 강릉고등학교 - 최지민(KIA, 1라운드), 차동영(삼성, 3라운드), 김세민(롯데, 3라운드), 임성준(강릉영동대-SSG,8라운드)
- 강원고등학교 - 임지민(NC, 5라운드)
- 설악고등학교 - 신현수(한화, 9라운드)

### 대구,경북
- 경북고등학교 - 진승현(롯데, 2라운드), 박상후(SSG, 3라운드), 권성준(KT, 8라운드), 장재혁(삼성, 9라운드)
- 상원고등학교 - 강도훈(삼성, 7라운드), 오승택(NC, 8라운드)
- 경주고등학교 - 이세호(키움, 8라운드)
- 대구고등학교 - 전영준(SSG, 9라운드)

### 부산,경남
- 마산용마고등학교 - 박성재(NC, 1차지명), 정유석(두산, 6라운드), 정정우(KT,7라운드)
- 개성고등학교 - 이민석(롯데, 1차지명), 박정훈(키움, 9라운드)
- 물금고등학교 - 김영웅(삼성, 1라운드)
- 경남고등학교 - 김주완(LG, 1라운드), 이원재(두산, 2라운드), 노운현(키움, 4라운드)
- 부산고등학교 - 윤석원(키움, 4라운드), 최원영(LG, 6라운드), 김상민(삼성, 8라운드)
- 마산고등학교 - 안현민(KT, 4라운드)
- 부산정보고등학교 - 김겸재(단국대-한화, 6라운드)
- 부경고등학교 - 이성민(한화, 7라운드), 엄장윤(롯데, 8라운드)
- 김해고등학교 - 서준교(NC, 10라운드)

### 전북
- 군산상업고등학교 - 김동준(두산, 1라운드), 김민수(연세대-키움, 10라운드)
- 전주고등학교 - 김찬민(KIA, 4라운드), 한승연(KIA, 8라운드)
- 인상고등학교 - 전희범(두산, 4라운드), 황동하(KIA, 7라운드)

### 광주,전남
- 광주동성고등학교 - 김도영(KIA, 1차지명), 신헌민(SSG, 1라운드)
- 광주진흥고등학고 - 문동주(한화, 1차지명), 신명승(KIA, 9라운드)
- 순천효천고등학교 - 허인서(한화, 2라운드)
- 광주제일고등학교 - 윤도현(KIA, 2라운드), 백진수(키움, 3라운드), 김녹원(NC, 3라운드)

### 제주
- 제주고등학교 - 김재혁(동아대-삼성, 2라운드)

### 기타
- 검정고시 - 김서진(빠따형야구단-롯데, 9라운드)

## 선수
투수:우강훈,
1. ↑  KBO, 신인2차지명 지그재그 방식 없어진다
2. ↑  지명권 양도로 인해 롯데 자이언츠에 지명
3. ↑  지명권 양도로 인해 키움 히어로즈에 지명
4. ↑  지명권 양도로 인해 NC 다이노스에 지명